# يارا مارتينيز
يارا مارتينيز (بالإنجليزية: Yara Martinez)‏ هي ممثلة أمريكية، ولدت في 31 أغسطس 1979 في بورتوريكو في الولايات المتحدة.

## أعمال

### مسلسلات
- جين العذراء
- عقول إجرامية
- لعبة الكذب
- هاواي فايف أو

## وصلات خارجية
- يارا مارتينيز على موقع IMDb (الإنجليزية)
- يارا مارتينيز على موقع ألو سيني (الفرنسية)
- يارا مارتينيز على موقع أول موفي (الإنجليزية)
- يارا مارتينيز على موقع قاعدة بيانات الأفلام السويدية (السويدية)
- يارا مارتينيز على موقع قاعدة بيانات الفيلم (الإنجليزية)
- يارا مارتينيز على موقع كينوبويسك (الروسية)